# Sancja Szymkowiak

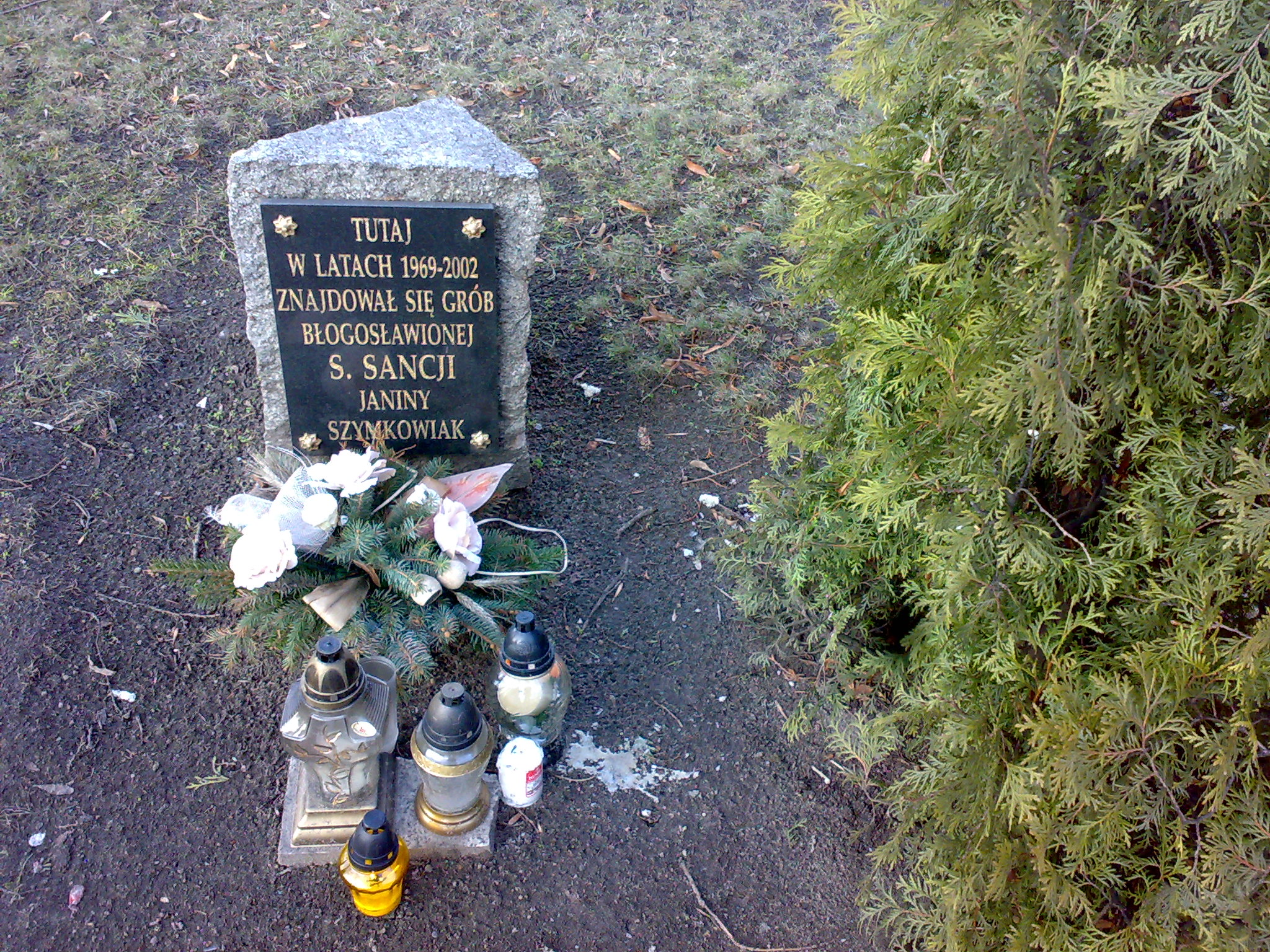
Dawny grób Sancji Szymkowiak w Poznaniu przy kościele św. Rocha

Maria Sancja (Janina Ludwika) Szymkowiak (ur. 10 lipca 1910 w Możdżanowie, zm. 29 sierpnia 1942 w Poznaniu) – polska serafitka (CMBB), błogosławiona Kościoła katolickiego.

## Życiorys
Była najmłodszą i jedyną dziewczynką z pięciorga dzieci Augustyna i Marianny z Duchalskich. Po trzech latach nauki w niemieckiej szkole elementarnej w pobliskiej Szklarce, w 1919 rozpoczęła naukę w Żeńskim Liceum i Gimnazjum Humanistycznym w Ostrowie Wielkopolskim. W 1921 rodzice zakupili dom w Ostrowie Wielkopolskim i tam się przeprowadzili.
W maju 1928 zdała egzamin dojrzałości i w 1929 rozpoczęła studia na Uniwersytecie Poznańskim, na filologii romańskiej. Jako studentka brała czynny udział w pracach Sodalicji Mariańskiej: w zebraniach, konferencjach, rekolekcjach zamkniętych apostołując dyskretnie i skutecznie. Znali ją też dobrze różni nędzarze w najbardziej zaniedbanej dzielnicy Poznania w tzw. „Wesołym Miasteczku”, których wspomagała w miarę własnych sił i możliwości.
W 1934 roku korzystając z zaproszenia sióstr oblatek Serca Jezusowego wyjechała do Francji do Montluçon celem nabycia większej wprawy w języku francuskim, by w ten sposób lepiej przygotować się do egzaminu magisterskiego. Przebywając we Francji wzięła udział w pielgrzymce do Lourdes i jak sama pisze: zadecydowała ona o całej mej przyszłości i nie wracając już do domu rodzinnego rozpoczęłam postulanturę w Zgromadzeniu Sióstr Oblatek.
Matka wysłała ją do brata, ks. Eryka Szymkowiaka, proboszcza w Drobninie, w nadziei, że odwiedzie ją od tego zamiaru wstąpienia do klasztoru. Brat rozumiał swoją siostrę i skontaktował ją z siostrami serafitkami, które pracowały w jego parafii. 27 czerwca 1936 poprosiła o przyjęcie w domu prowincjonalnym w Poznaniu przy ul. św. Rocha 13. Przy obłóczynach, które odbyły się 29 lipca 1937 otrzymała nowe imię: Maria Sancja.
W Zgromadzeniu spełniała różne prace. Była wychowawczynią, nauczycielką, tłumaczką, furtianką, refektarką. Siostry strapione, załamane, cierpiące, znajdowały u niej zawsze pociechę, światło i duchowe wsparcie. Dla każdego miała dobre słowo i uśmiech, toteż w czasie okupacji jeńcy francuscy i angielscy, którym s. Sancja służyła jako tłumacz nazywali ją Aniołem dobroci, a po śmierci całowali jej martwą rękę i mówili: „Święta Sancja”.
W okresie trwania II wojny światowej wiele sióstr udało się do swoich rodzin. Siostra Sancja pozostała w zakonnej wspólnocie, chociaż życie tej wspólnoty z dnia na dzień stawało się trudniejsze.
Ciężkie przeżycia, zimno, głód, podcięły jej wątłe siły, zapadła na gruźlicę gardła. Śluby wieczyste złożyła już na łożu śmierci 6 lipca 1942. Były one dla niej pewnego rodzaju mistycznym przygotowaniem do zbliżającej się śmierci.
29 sierpnia 1942 wcześnie rano wezwała przełożoną i prosząc o komunię św. powiedziała jej, że tego dnia umrze i rzeczywiście umarła. Zgromadzone siostry prosiła o przebaczenie wszystkich win, a gdy przełożona zwróciła się do niej z prośbą o modlitwę u Boga odpowiedziała, że ma jej rozkazywać, a nie prosić, bo pragnie być posłuszną i po śmierci, dodając:

Bo umieram z miłości, a Miłość miłości niczego odmówić nie może.

Były to jej ostatnie słowa.

## Kult
Zgromadzenie Sióstr Serafitek podjęło starania o wszczęcie procesu beatyfikacyjnego. Diecezjalny proces informacyjny przeprowadzono w Poznaniu w latach 1970–1979. Akta procesu informacyjnego złożono w Kongregacji Spraw Świętych w 1984 roku. Pozycja o życiu i cnotach Służebnicy Bożej została przedstawiona Kongregacji w maju 1992. W roku 2000 odbyła się dyskusja teologów i kardynałów nad heroicznością jej cnót z pomyślnym rezultatem. 18 grudnia tego samego roku ogłoszony został dekret o heroiczności jej cnót.
18 sierpnia 2002 w Krakowie Jan Paweł II zaliczył ją w poczet błogosławionych.
Jej wspomnienie liturgiczne obchodzone jest 18 sierpnia.
Jest patronką polskich romanistów.